# Dalea laniceps
Dalea laniceps är en ärtväxtart som beskrevs av Rupert Charles Barneby. Dalea laniceps ingår i släktet Dalea, och familjen ärtväxter. Inga underarter finns listade i Catalogue of Life.